# 文武里 (仁武區)
文武里，位於高雄市仁武區，南臨灣內里，西臨仁武里、後安里，為仁武區人口第二大里。

## 歷史沿革
文武里成立出，原為仁武的舊庄的頂頭角部落。
文武里位居交通發達之處，南來北往四通八達，中山大學分部也將設於境內，有助於帶動境內的商業活動。

## 公共設施
- 文武公園
- 文武里民活動中心
- 仁武高中